# Chiesa della Madonna delle Grazie (Cuglieri)
La chiesa della Madonna delle Grazie è un edificio religioso di Cuglieri. Si trova nella parte più antica dell'abitato, ai margini del rione Crabòla.

## Storia
L'origine risale tra la fine del 400 e gli inizi del 500. Verso il 1545 fu annesso il convento dei Servi di Maria, primo ordine religioso a Cuglieri. Questa chiesa riveste una grande importanza, edificata a partire dal 1540, per iniziativa dei frati Servi di Maria, che costruirono anche l'annesso convento. La famiglia Zatrillas, nel periodo in cui possedette il feudo di Cuglieri, contribuì alla fondazione della chiesa e del convento. L'antica e venerata statua della Madonna delle Grazie non si discosta per tipo di stile a quella di Sassari.

## Descrizione
È una delle chiese di Cuglieri coinvolte nei riti della settimana santa, essa infatti custodisce la statua della Madonna Addolorata (titolare dell'omonima arciconfraternita) ma anche il Simulacro del Cristo in Croce, le croci ("Sa Rughe Maistra" e "Sa Cuntrarughe") con i martelli e le tenaglie, le scale e "Sa Littèra" (la Lettiga).
La chiesa si presenta nella facciata esterna con una finestra e il campanile. Costituita al suo interno da un'unica navata, presenta due cappelle per lato. Di pregio l'altare ligneo dorato, nella seconda cappella sulla destra, composto da colonne tortili. Il presbiterio è rialzato rispetto al pavimento e racchiuso da balaustre di recinzione in ferro battuto, l'altare maggiore ospita nelle nicchie le statue dei seguenti santi: nell'unica nicchia posta nella parte più alta dell'altare San Pellegrino Laziosi dei Servi di Maria, invece nella parte bassa le altre 5 nicchie con la Beata Vergine delle Grazie al centro, San Filippo Benizi (fondatore dei Servi di Maria) a sinistra, Santa Giuliana Falconieri a destra, San Giuseppe all'estrema sinistra e Sant'Agostino all'estrema destra. Durante un recente restauro, sono state rinvenute all'interno dell'edificio numerose sepolture, fra le quali non si può escludere vi sia quella di Lucia Zatrillas, morta in fama sanctitatis come conversa dell'Ordine servita e che fu la principale benefattrice della comunità cuglieritana, fu il primo convento dell'Ordine ad essere stato fondato in Sardegna.
In seguito all'ultimo restauro della Chiesa molti segni dell'antichità del Convento sono spariti, di bello rimane una bella fontana con lo stemma dei Serviti.

## La chiusura del convento

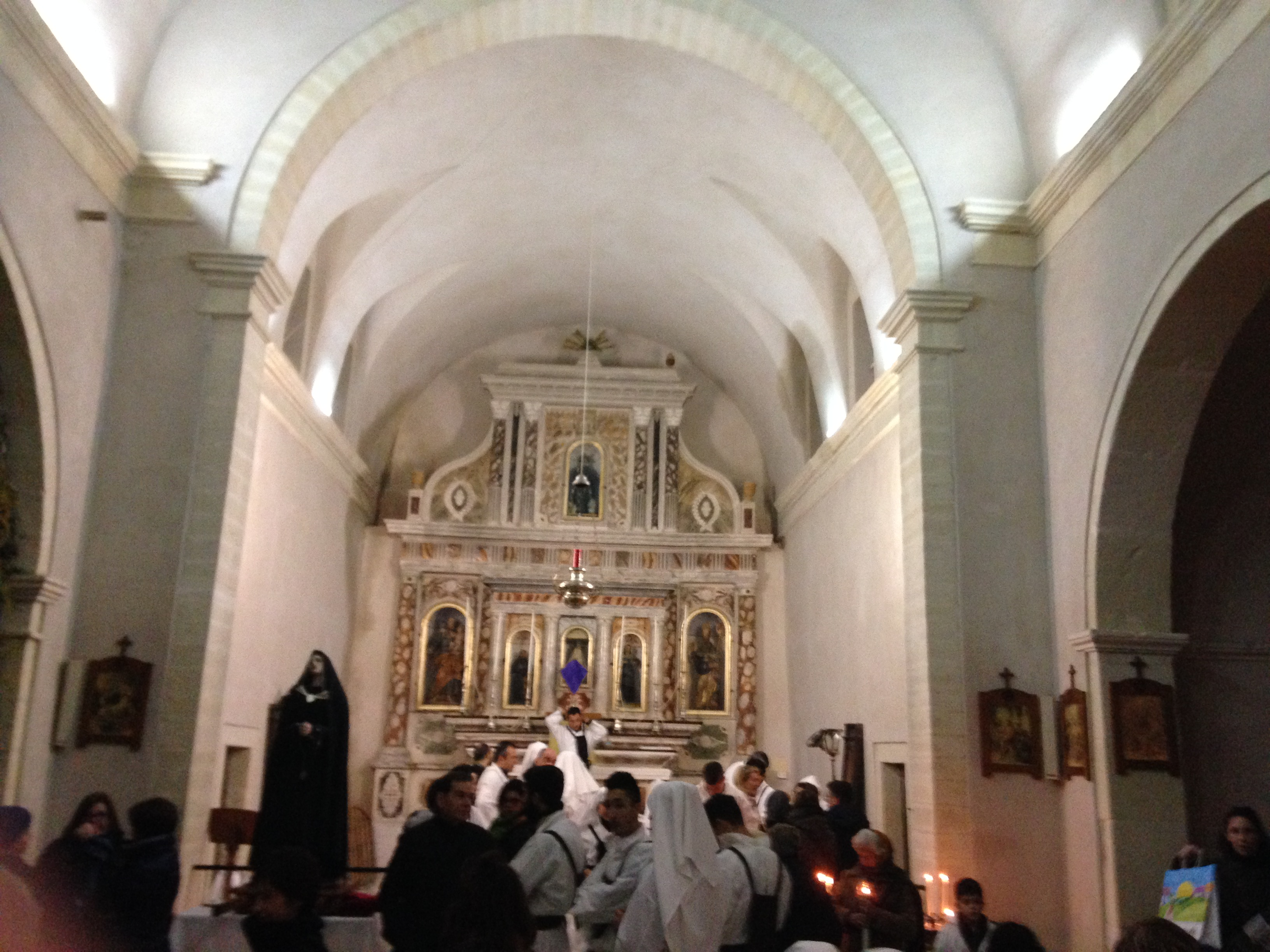
Interno della Chiesa

Con il R.D. del 29 maggio 1855, nº 878, il Regno di Sardegna promulgò una legge che aboliva alcuni ordini Religiosi Contemplativi, a Cuglieri si chiusero il convento dei Frati Cappuccini (nel 1866) e il convento dei Servi di Maria (1856) e vennero venduti al Comune di Cuglieri. Nel 1910 il Convento dei serviti fu venduto al Comune per la somma di 25000 £ dal canonico Francesco Curcu, allora rettore della chiesa della Grazie.
Essendo senza impiego il Comune pensò di porre al suo interno una sede staccata della Pretura di Macomer: la parte Nord e i sotterranei furono adibiti alle prigioni Mandamentali, la parte superiore dell'edificio fu destinata all'alloggio della guardia carceraria e alle aule. In seguito divenne sede della Scuola di Avviamento Professionale e del Liceo Scientifico. Oggi nella parte superiore ha sede il Centro per l'Impiego e in quella inferiore una cooperativa di volontari del soccorso.